# Taco Poelstra
Taco Poelstra (Amsterdam, 29 augustus 1970) is een Nederlands voormalig korfballer en korfbalcoach. Hij heeft vijf Nederlandse veldtitels op zijn naam als speler en won ook zes medailles in het shirt van Oranje.
Als speler won Poelstra drie grote individuele prijzen: als beste mannelijke debutant in 1990, beste speler in 1994 en "Grootste Korfballer aller Tijden" (prijs in 2005).

## Speler
Taco Poelstra debuteerde op 18-jarige leeftijd in 1988 in het eerste team van ROHDA. Voor zijn bijdrage aan het team won hij in 1990 de prijs van "Beste Debutant". Uiteindelijk speelde hij drie jaar (77 wedstrijden) bij deze Amsterdamse club en daar won hij drie titels:
| Seizoen   | Titel                    | Kampioen | Tegenstander | Uitslag |
| --------- | ------------------------ | -------- | ------------ | ------- |
| 1989-1990 | Nederlands veld kampioen | ROHDA    | Deetos       | 29-24   |
| 1990-1991 | Nederlands veld kampioen | ROHDA    | Deetos       | 31-30   |
| 1991-1992 | Nederlands veld kampioen | ROHDA    | Deetos       | 17-9    |

Poelstra verhuisde in 1992 naar Groningen. Daardoor stopte hij bij ROHDA en had hij een luxepositie. In het noorden speelden namelijk Drachten, KV Heerenveen en Nic. Hij speelde een jaar voor Drachten, dat in de Hoofdklasse B speelde. Dat jaar werd Drachten een na laatste en Poelstra besloot te switchen naar Nic. in Groningen.
Nic. was datzelfde jaar in de middenmoot van de Hoofdklasse A geëindigd en had iets meer potentie dan Drachten. Van 1993 tot 2004 speelde Poelstra bij Nic. in de hoofdmacht en won hier twee Nederlands kampioenschappen. Hieronder volgt een overzicht van de gespeelde finales in het groen-witte shirt van Nic.
| Seizoen   | Titel                    | Kampioen     | Tegenstander | Uitslag               |
| --------- | ------------------------ | ------------ | ------------ | --------------------- |
| 1993-1994 | Nederlands veld kampioen | Nic.         | ROHDA        | 25-18                 |
| 1996-1997 | Nederlands veld kampioen | Oost-Arnhem  | Nic.         | 27-21 (na verlenging) |
| 1997-1998 | Nederlands veld kampioen | Nic.         | KV Die Haghe | 19-15                 |
| 1998-1999 | Nederlands zaal kampioen | PKC          | Nic.         | 25-14                 |
| 1999-2000 | Nederlands zaal kampioen | KV Die Haghe | Nic.         | 23-18 (na verlenging) |

In 1994 won Poelstra de prijs van beste speler.

## Erelijst
- Nederlands kampioen veldkorfbal, 5x (1990, 1991, 1992, 1994, 1998)
- Beste Debutant van het Jaar, 1x (1990)
- Beste Speler van het Jaar, 1x (1994)
- Grootste Korfballer aller Tijden

## Oranje
Poelstra viel al in zijn periode bij ROHDA al op. Hij werd geselecteerd voor het Nederlands team, maar viel buiten de nationale selectie tussen 1992 en 1994. Precies in die periode was Poelstra verhuisd naar het noorden en bij KV Drachten/Van der Wiel haalde hij niet het niveau dat hij eerder had laten zien. Vanaf 1995 was hij een vast onderdeel van Oranje en speelde de volgende toernooien:
| Jaar | Toernooi         | Kampioen  | Tegenstander | Uitslag | Toernooilocatie |
| ---- | ---------------- | --------- | ------------ | ------- | --------------- |
| 1995 | WK 1995          | Nederland | België       | 21-13   | India           |
| 1997 | World Games 1997 | Nederland | België       | 22-16   | FIN             |
| 1998 | EK 1998          | Nederland | België       | 26-13   | Portugal        |
| 1999 | WK 1999          | Nederland | België       | 23-11   | AUS             |
| 2002 | EK 2002          | Nederland | België       | 15-9    | Spanje          |
| 2003 | WK 2003          | Nederland | België       | 22-9    | Nederland       |

Het WK 2003 was het laatste wapenfeit van Poelstra als international. Hij kreeg samen met Dennis Voshart een publiekswissel. Voshart en Poelstra sloten allebei af met 45 interlands.

## Coach
Begon als coach bij Nic. in 2000. Daar begon hij als coach van Nic. 2. Vanaf 2004 werd Poelstra hoofdcoach van Nic.1.
Seizoen 2005/2006 was het eerste jaar van de nieuwe opgerichte Korfbal League en Nic. had het lastig. Het werd 9e en moest daardoor play-downs spelen tegen KVS. Het won met 15-11 en kon blijven in de league. Seizoen 2006/2007 was vele malen beter dan het jaar ervoor. In de competitie werd Nic/Expertus 3e en streed in de play-offs tegen PKC. Het verloor in twee wedstrijden, maar mocht in Ahoy wel aantreden in de kleine finale.
In deze kleine finale won het van Dalto met 27-26, dus was Nic. derde van Nederland. Als bekroning op dit goede seizoen kreeg Poelstra in 2007 de prijs "Coach van het Jaar".
Seizoen 2007/2008 was het laatste jaar met Poelstra als coach. Nic./Alfa College werd 6e en was een middenmoter. Poelstra stopte na dit seizoen als coach.
Hierna was het even stil rondom Poelstra. Per 2017 is hij de hoofdcoach van zijn jeugdliefde ROHDA.

## Trivia
- Het NK (Nederlands korfbalblad) heeft onder haar lezers de verkiezing “Grootste Korfballer Aller Tijden” georganiseerd in 2005. In 2000 organiseerde het IKF al een verkiezing "Korfballer van de Eeuw". In 2000 wonnen Erik Wolsink en Rini van der Laan deze verkiezing, maar de 2005 variant was net iets anders. Ook coaches en andere korfbalgerelateerden konden verkozen worden. De winnaar van deze verkiezing is Taco Poelstra geworden, nummer 2 werd Erik Wolsink en 3 Nico Broekhuysen.